# 灣內里
灣內里位於高雄市仁武區，西臨八卦里，北臨仁武里 、文武里，截至民國114年5月，人口總計有10225人，為仁武區人口第三大里，里內共21鄰，北有獅龍溪，西有曹公圳兩條水道經過匯流。
本里的大眾運輸工具為公車，公車路線主要行經八德東路與澄觀路與鳳仁路。

## 歷史
在民國九十九年高雄縣市合併前，稱為「灣內村」。
灣內村成立之初，因地形蜿蜒曲折，千迴百繞，舊在部落深處曲折彎底，故名之曰灣內村。
該村日治時代原隸屬鳳山廳觀音下里。當時跟南勢埔各自為零散的庄落。逮至1920年變制為屬高雄郡仁武庄，1924年再改隸鳳山郡。民國卅四年國民政府接收臺灣，民國卅五年，實施廢庄置鄉，才歸屬高雄縣仁武鄉。併合併舊南勢埔庄而成灣內村。

## 公共設施
- 灣北公園
- 灣內國小 （页面存档备份，存于）

## 特色店家
- 仁武烤鴨